# Limax aeolianus
Limax aeolianus is een slakkensoort uit de familie van de Limacidae. De wetenschappelijke naam van de soort is voor het eerst geldig gepubliceerd in 1973 door Giusti.